# Chladicí médium
Chladicí médium je tekutina, která proudí skrz zařízení, aby ho ochránila před přehřátím a přenášela teplo produkované tímto zařízením do jiného zařízení, kde se využije nebo rozptýlí. Ideální médium má velkou tepelnou kapacitu, nízkou viskozitu, je levné, chemicky inertní a nezpůsobuje ani nepodporuje korozi chladicího systému. Některé aplikace navíc vyžadují, aby bylo chladicí médium elektrickým izolantem.
Zatímco termín chladicí médium se běžně používá v automobilových, bytových a komerčních aplikacích pro regulaci teploty, v průmyslových procesech se častěji používá termín teplonosné médium, a to jak v nízkoteplotních, tak vysokoteplotních výrobních aplikacích.
Chladicí médium může buď zůstávat ve stejné fázi, tedy kapalné nebo plynné, anebo může podléhat fázové přeměně, kdy se chladicí účinnost zvyšuje latentním teplem. Ve druhém případě, s cílem dosáhnout nízké teploty, je běžnějším termínem chladivo.

## Plyny

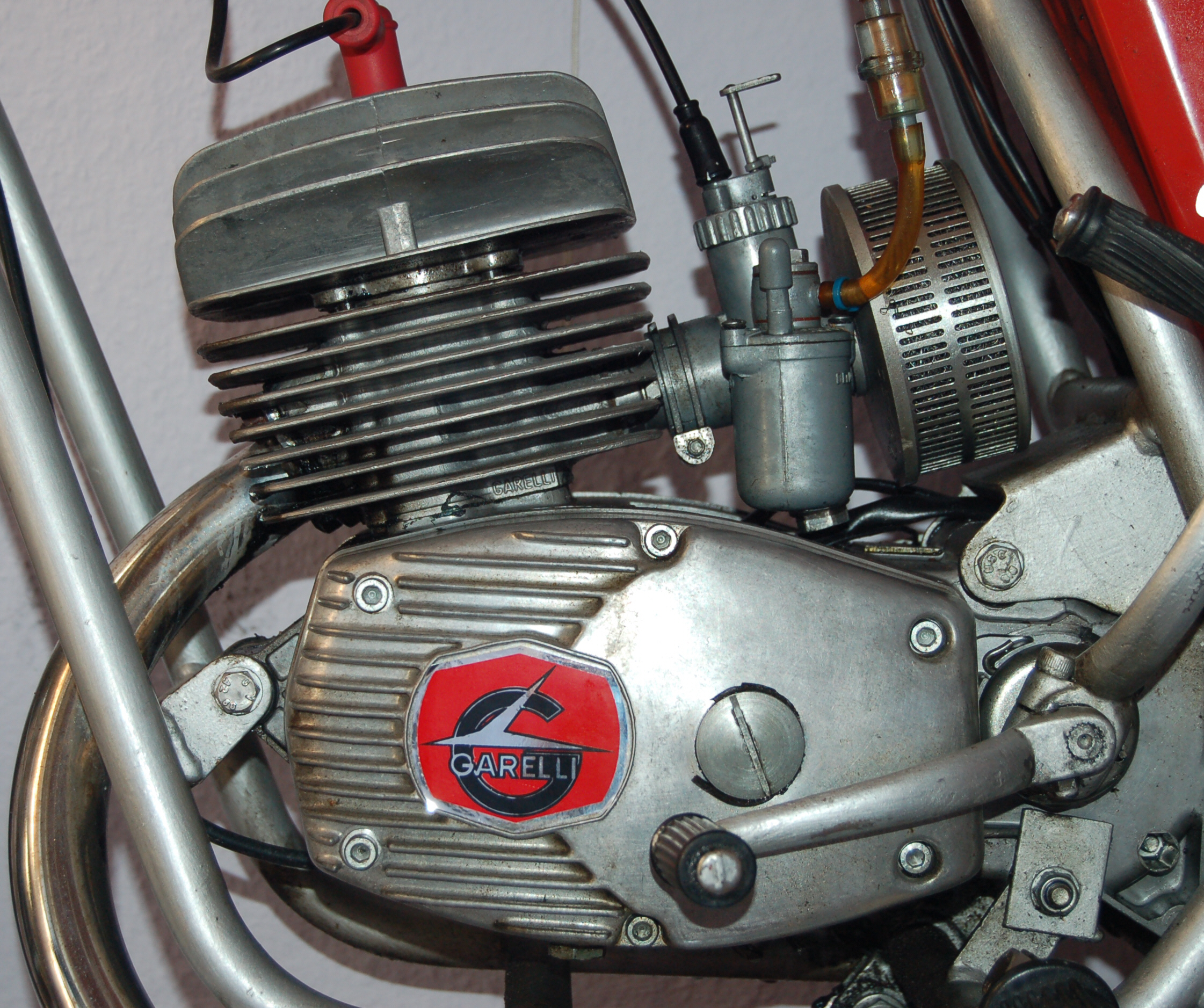
Vzduchem chlazený motocyklový motor

Častým chladicím médiem je vzduch. Vzduchové chlazení může být buď pasivní konvekcí nebo cirkulací vynucenou ventilátorem.
Dalším častým chladicím plynem je vodík. První turbogenerátor chlazený vodíkem byl uveden do provozu v roce 1937 v Daytonu společností Dayton Power & Light Co. Díky vysoké tepelné vodivosti je vodík v této oblasti dodnes nejpoužívanější.
Netečné plyny se často využívají v plynem chlazených jaderných reaktorech. Nejoblíbenějším médiem je hélium díky malé tendenci pohlcovat neutrony a stávat se radioaktivní. Používá se také dusík a oxid uhličitý.
Fluorid sírový se používá pro chlazení a izolaci některých vysokonapěťových systémů (jističů, spínačů, některých transformátorů apod.).
Při požadavku na vysokou měrnou tepelnou kapacitu při plynné formě lze použít také páru, se zvážením korozivních vlastností horké vody.

## Kapaliny

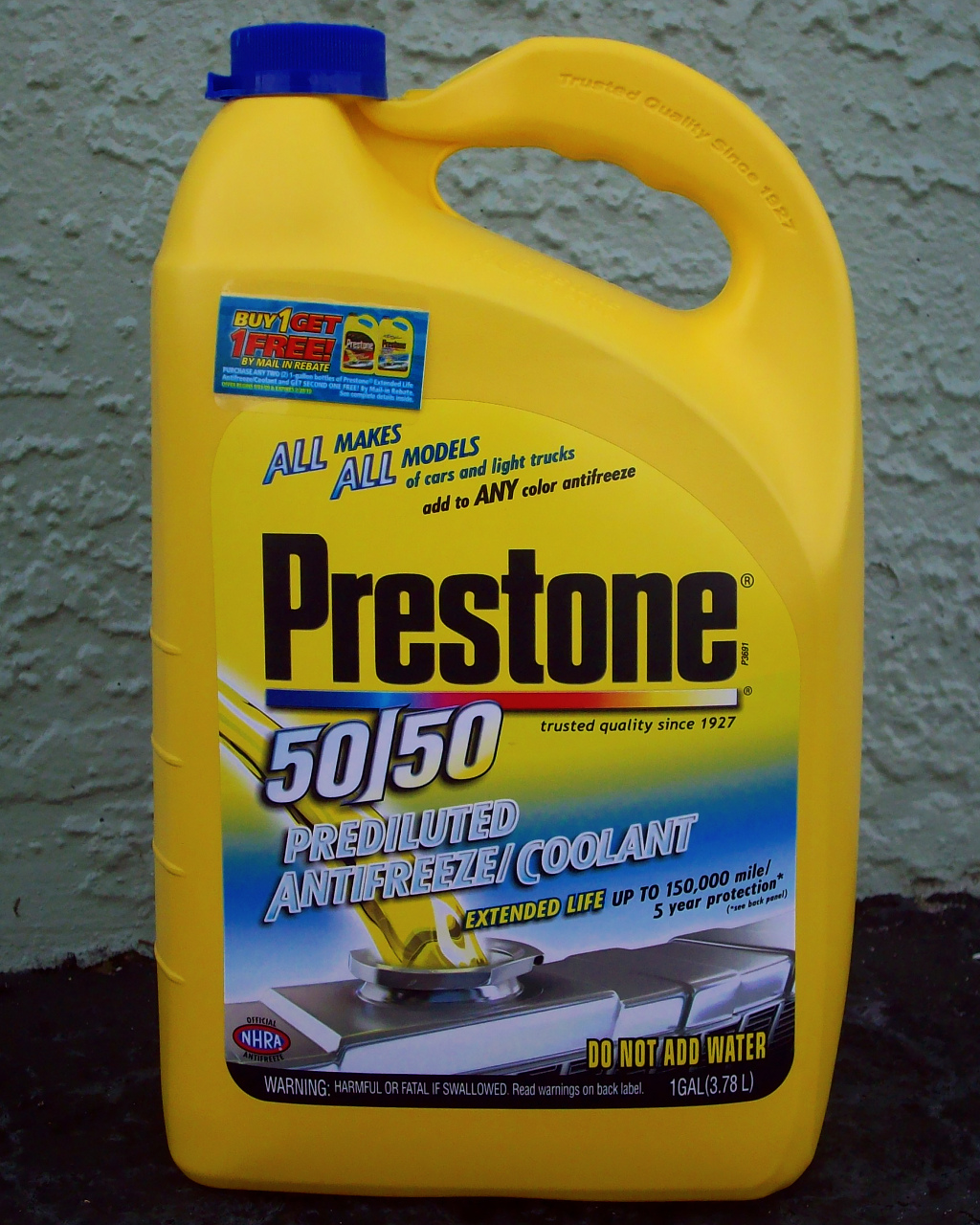
Nemrznoucí chladicí kapalina na bázi směsi ethylenglykolu a vody

Nejpoužívanějším chladicím médiem je voda. Její vysoká tepelná kapacita a nízká cena z ní činí vhodné teplonosné médium. Obvykle se do ní přidávají aditiva, například inhibitory koroze nebo nemrznoucí látky.
Nemrznoucí kapalina, roztok vhodné chemikálie (nejčastěji ethylenglykolu, diethylenglykolu nebo propylenglykolu) ve vodě, se využívá v případech, že je potřeba pracovat při teplotách pod 0 °C nebo pokud je třeba zvýšit teplotu varu. Betain je podobné chladicí médium, vyrábí se však z čisté rostlinné šťávy a proto není toxické ani problematické pro životní prostředí.
V některých elektrických zařízeních, zejména při přenosu vysokých výkonů, se pro svou nízkou elektrickou vodivost používá velmi čistá deionizovaná voda.
V  jaderných reaktorech se typicky využívá lehká, v některých případech těžká voda, která současně slouží i jako moderátor.
Polyalkylenglykoly čili PAG se používají jako vysokoteplotní termostabilní teplonosná média vykazující velkou odolnost vůči oxidaci. Moderní PAG mohou být i netoxické a bezpečné.
Pro aplikace, kam se nehodí voda, se používají oleje. Mají vyšší teplotu varu než voda, lze je tedy ohřát na vyšší teplotu (nad 100 °C) bez nutnosti zvyšovat tlak v systému.
- Minerální oleje slouží v mnoha převodovkách jako chladicí médium i mazivo. Používá se také ricinový olej. Díky vysokému bodu vadu se minerální oleje využívají v přenosných topidlech a v uzavřených průmyslových systémech pro ohřev a chlazení.
- Silikonové oleje jsou oblíbené pro širokou škálu pracovních teplot. Jejich použití však omezuje vysoká cena.
- Podobně se využívají také fluorkarbonové oleje.
- Ve výkonových elektrických transformátorech se pro chlazení a doplňkovou izolaci používá transformátorový olej.

Řezná kapalina používaná při obrábění kovů funguje jako chladicí médium a současně i jako mazivo.
Kapalné snadno tavitelné slitiny lze použít jako chladicí médium v aplikacích, kde je potřebná velká tepelná stabilita, například v množivých reaktorech. Často se používá sodík nebo slitina sodík-draslík (NaK), v některých případech také lithium. Jiným tekutým kovem pro tyto účely je olovo, například v olovem chlazených rychlých reaktorech nebo v podobě slitiny olova a vizmutu. Některé staré rychlé neutronové reaktory používaly rtuť.
Pro velmi vysoké teploty, například pro reaktory chlazené roztavenou solí nebo pro vysokoteplotní reaktory HTGR, lze použít roztavené soli. Jednou z možných kombinací je směs fluoridu sodného a NaBF4.
Pro ponorné chlazení např. elektroniky se dříve často používaly freony.
Chladiva jsou chladicí média používaná pro dosažení nízkých teplot pomocí fázové přeměny mezi kapalinou a plynem. Dříve se často využívaly halomethany, obvykle dichlordifluormethan (R-12) a chlordifluormethan (R-22), byly však kvůli vlivu na ozónovou vrstvu zakázány a nahrazeny často zkapalněným propanem nebo haloalkany jako R-134a. Ve velkých komerčních systémech se často používá také bezvodý amoniak, ve počátečním období se pro mechanické chladničky používal také oxid siřičitý. Oxid uhličitý (R-744) se používá jako pracovní tekutina v systémech pro automobily, bytové klimatizace, komerční chladicí zařízení a prodejní automaty.

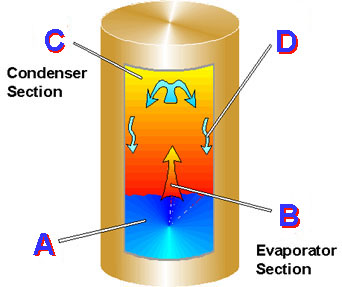
Princip tepelné trubice

Zvláštním způsobem aplikace chladiv je tepelná trubice (heatpipe).
Zkapalněné plyny se používají jako chladicí média pro kryogenní aplikace, včetně kryo-elektronové mikroskopie, přetaktovávání procesorů, supravodičové aplikace nebo extrémně citlivé senzory a zesilovače s velmi nízkým šumem. Nejběžnější a nejlevnější je kapalný dusík, který vře při −196 °C (77K). Méně se využívá kapalný vzduch, protože obsah kyslíku ho činí náchylný na možnost vzniku požáru nebo výbuchu při kontaktu s hořlavými materiály. Nižších teplot lze dosáhnout pomocí zkapalněného neonu, který se vaří při −246 °C. Nejnižších teplot, používaných pro nejsilnější supravodivé magnety, se dosahuje kapalným héliem.
Motory se často chladí pomocí paliva. Studené palivo teče skrz některé části motoru, pohlcuje odpadní teplo a předehřívá se před zapálením. V leteckých motorech často plní tuto roli kerosin a jiná paliva pro proudové motory. Kapalný vodík zase působí jako palivo i jako chladicí médium pro chlazení trysek a komor v raketových motorech.